# Nadal blanc
Nadal blanc (títol original en anglès: White Christmas) és una pel·lícula musical estrenada el 1954 dirigida per Michael Curtiz amb Bing Crosby i Danny Kaye. Ha estat doblada al català.

## Argument[2]
Dos soldats, Bob Wallace i Phil Davis, decideixen després de la Segona Guerra Mundial que han fet junts de formar un duo de cant. Reben una carta d'un antic camarada de l'exèrcit que els demana que assisteixin a l'espectacle de les seves dues germanes. Els dos amics hi van, alimentant Phil secretament l'esperança que Bob s'encapritxi amb una dona perquè pugui tenir una mica de temps lliure. Arribats allà, la més jove de les dues germanes, Judy, li agrada immediatament a Phil que li dona els seus bitllets de tren per anar a Vermont quan el propietari del seu pis arriba i amenaça de fer-les fora, a la seva germana i a ella. Bob i Phil compren uns altres bitllets de tren, Bob ignorant el perquè, i troben les germanes a bord. Van a Vermont junts i s'aturen per casualitat a l'hostal que regenta el general que dirigia Bob i Phil durant la guerra. Com que li consagren una gran admiració, decideixen elaborar-li una petita sorpresa per alegrar-lo.

## Repartiment
- Bing Crosby: Bob Wallace
- Danny Kaye: Phil Davis
- Rosemary Clooney: Betty Haynes
- Vera Ellen: Judy Haynes
- Dean Jagger: Major General Thomas F. Waverly
- Mary Wickes: Emma Allen
- John Bascia: John
- Anne Whitfield: Susan Waverly
- George Chakiris: Un ballarí
- Herb Vigram: Novello

## Banda original
Totes les cançons han estat escrites per Irving Berlin.
- White Christmas (Crosby)
- The Old Man (Crosby, Kaye, and Men's Chorus)
- Medley: Heat Wave/Let Me Sing and I'm Happy/Blue Skies (Crosby & Kaye)
- Sisters (Clooney)
- The Best Things Happen While You're Dancing (Kaye & Stevens)
- Snow (Crosby, Kaye, Clooney & Stevens)
- Sisters (reprise) (Clooney)
- Minstrel Number: I'd Rather See a Minstrel Show/Mister Bones/Mandy (Crosby, Kaye, Clooney, Stevens & Chœur)
- Count Your Blessings Instead of Sheep (Crosby & Clooney)
- Choreography (Kaye)
- The Best Things Happen While You're Dancing (reprise) (Kaye & Chorus)
- Abraham (instrumental)
- Love, You Didn't Do Right By Me (Clooney)
- What Can You Do with a General? (Crosby)
- The Old Man (reprise) (Crosby & Men's Chorus)
- Gee, I Wish I Was Back in the Army (Crosby, Kaye, Clooney & Stevens)
- White Christmas (final) (Crosby, Kaye, Clooney, Stevens & Chœur)

## Premis i nominacions

### Nominacions
- 1955: Oscar a la millor cançó original per Irving Berlin per la cançó "Count Your Blessings Instead of Sheep''